# خالد المولد
خالد المولد (عربی: خالد مسعد المولد؛ زادهٔ ۲۳ نوامبر ۱۹۷۱) بازیکن سابق فوتبال اهل عربستان سعودی است.
وی در تیم ملی فوتبال عربستان ۱۱۴ بازی انجام داده است و عضو این تیم در جام جهانی فوتبال ۱۹۹۴ و ۱۹۹۸ بوده است.